# Kevin Kouzmanoff
Kevin Kouzmanoff (né le 25 juillet 1981 à Newport Beach, Californie, États-Unis) est un ancien joueur de baseball qui évolue dans les Ligues majeures de 2006 à 2014.
Il est connu pour avoir été le premier joueur de l'histoire à frapper un grand chelem sur son premier lancer reçu dans la MLB.

## Carrière

### Indians de Cleveland
Joueur du Wolf Pack de l'université du Nevada à Reno, Kevin Kouzmanoff est repêché au sixième tour par les Indians de Cleveland en 2003.
Kouzmanoff fait ses débuts dans le baseball majeur avec l'équipe de Cleveland le 2 septembre 2006. Il passe à l'histoire en devenant le troisième joueur à frapper un grand chelem à son premier passage au bâton en carrière, après Bill Duggleby en 1898 et Jeremy Hermida en 2005. Mieux encore : il frappe ce grand chelem sur le premier lancer qu'il reçoit dans les Ligues majeures, un exploit alors inédit. Kouzmanoff réussit ce coup de circuit de quatre points face au lanceur Edinson Volquez en première manche du match des Indians contre les Rangers du Texas au Ameriquest Field d'Arlington. L'exploit de Kouzmanoff (grand chelem sur le premier lancer) n'a été réédité que par Daniel Nava en 2010. Au moment du premier match joué par Kouzmanoff, seuls Duggleby, Bobby Bonds (en 1968) et Hermida avaient réussi un grand chelem à leur première partie jouée.
Malgré ces débuts remarqués, Kouzmanoff ne joue que 16 parties pour Cleveland. Le 8 novembre 2006, les Indians l'échangent aux Padres de San Diego en compagnie du lanceur droitier Andrew Brown en retour du joueur de deuxième but Josh Barfield.

### Padres de San Diego

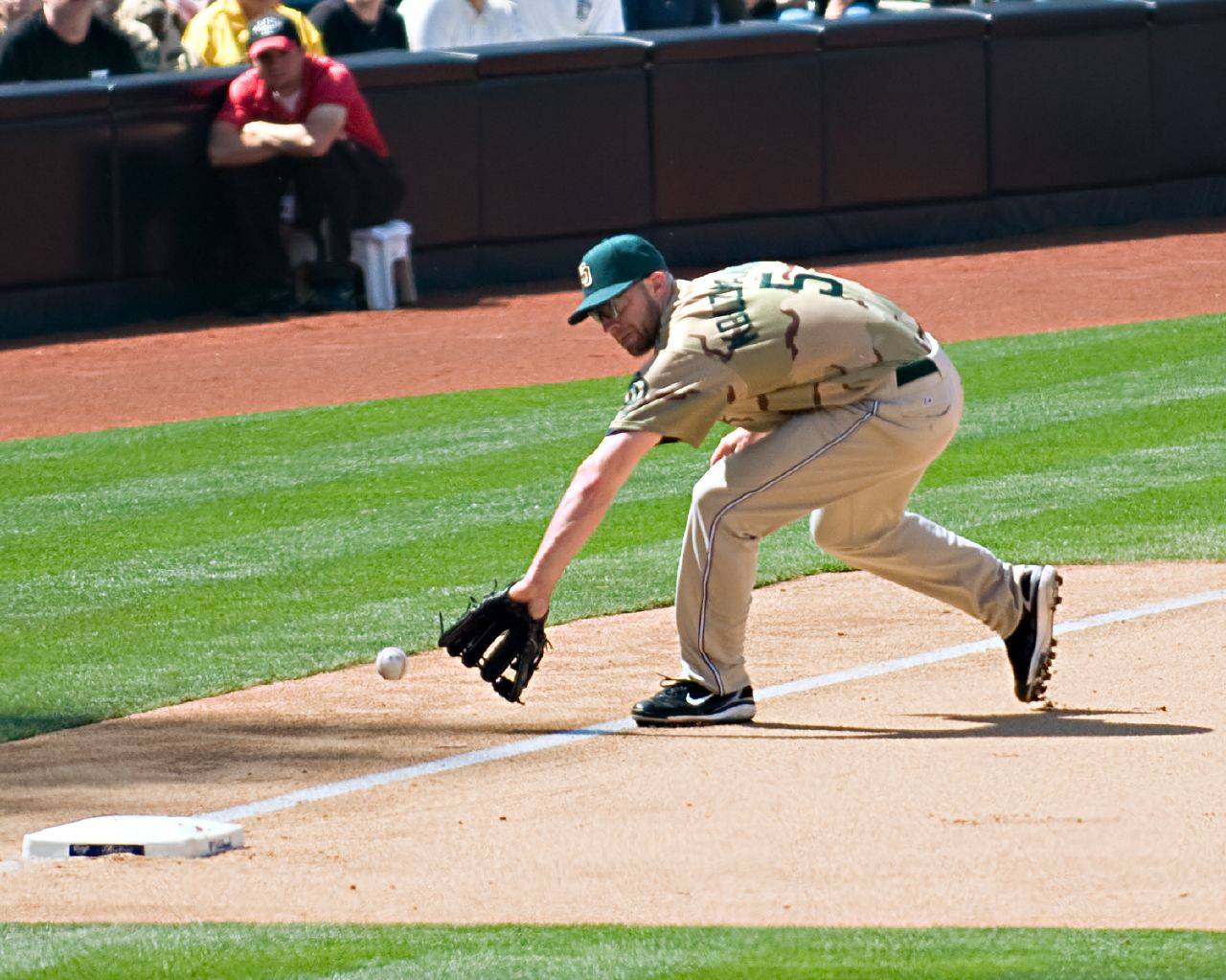
Kouzmoff au troisième but pour San Diego.

Kevin Kouzmanoff est le joueur de troisième but de confiance des Padres pendant trois saisons. Après une saison recrue de 18 circuits et 74 points produits en 2007, il enchaîne avec un sommet en carrière de 23 circuits en 2008, année où il fait aussi marquer 84 points.
En 2009, il frappe 18 circuits et établit son record personnel de 88 points produits en une saison. Son jeu défensif est excellent et il établit un nouveau record de la Ligue nationale pour un joueur de troisième but avec une moyenne défensive de ,990. Il ne commet que trois erreurs en 309 occasions à sa position et bat le record de Vinny Castilla, qui avait présenté une moyenne défensive de ,987 au troisième but en 2004 pour les Rockies du Colorado.

### Athletics d'Oakland
En janvier 2010, les Padres de San Diego transfèrent Kevin Kouzmanoff et le joueur d'avant-champ des ligues mineures Eric Sogard aux Athletics d'Oakland en échange des voltigeurs Scott Hairston et Aaron Cunningham.
Il claque 16 circuits et produit 71 points à Oakland en 2010.
En 2011, il commence la saison à Oakland et est transféré aux Rockies du Colorado le 23 août.

### Rockies du Colorado
Kouzmanoff termine une décevante saison avec une moyenne au bâton de ,235 en 73 parties, au cours desquelles il frappe 7 circuits et produit 33 points au total pour Oakland et Colorado. Il devient agent libre au terme de la saison.

### Saisons 2012 et 2013
Le 14 janvier 2012, Kouzmanoff signe un contrat des ligues mineures avec les Royals de Kansas City, qui l'invitent à leur entraînement de printemps, mais il passe l'année dans les mineures.. Il accepte un autre contrat des ligues mineures, cette fois des Marlins de Miami, le 4 novembre 2012, mais passe toute l'année 2013 avec leur club-école de La Nouvelle-Orléans.

### Rangers du Texas
Kouzmanoff joue dans les majeures pour la première fois en près de 3 ans, en 2014 avec les Rangers du Texas. Il joue 13 matchs pour Texas et réussit 17 coups sûrs, dont deux circuits, pour une moyenne au bâton de ,362 et une moyenne de puissance de ,617 en 51 passages au bâton. Il est nommé meilleur joueur de la semaine dans la Ligue américaine dès la première semaine de son retour. Malheureusement, des problèmes de dos mettent un terme à sa saison dès la fin du mois d'avril. Il devient agent libre en octobre suivant.

## Vie personnelle
Kevin Kouzmanoff est de descendance macédonienne.